# Intraokulär lins
En intraokulär lins (IOL) är ett korrektionsglas som implanteras i ögat för att bota brytningsfel.